# Peter Wright (luchador)
Peter Wright (Reino Unido, desconocida) fue un deportista británico especialista en lucha libre olímpica donde llegó a ser medallista de bronce olímpico en Amberes 1920. Estaba afiliado al equipo Bolton Harriers.

## Carrera deportiva
En los Juegos Olímpicos de 1920 celebrados en Amberes ganó la medalla de bronce en lucha libre olímpica estilo peso ligero, siendo superado por el finlandés Kalle Anttila (oro) y el sueco Gottfrid Svensson (plata).